# Брусилівський історичний музей імені Івана Огієнка
Брусилівський історичний музей імені Івана Огієнка — відділ Житомирського обласного краєзнавчого музею, розташований в смт Брусилів Брусилівського району Житомирської області.

## Історія створення

Пам'ятник І. І. Огієнку

Брусилівський районний історичний музей на громадських засадах було засновано у 1960 році. Організатором і першим керівником музею був Яків Якович Галайчук. Йому допомагали Василь Савич Ткаченко, Михайло Оксентійович Литвинчук, Леонід Варфоломійович Мельниченко. Музей розміщувався в кількох кімнатах Будинку піонерів (нині приміщення редакції газети «Відродження»).
У середині 80‑х років краєзнавчий музей перевели в колишню будівлю колгоспної контори. Директором музею став Леонід Варфоломійович Мельниченко.
З 2007 року директором музею був член НСПУ і НСЖУ Василь Федорович Сташук.
У 2009 році громадський музей став відділом Житомирського обласного краєзнавчого музею і йому було присвоєне ім'я уродженця Брусилова Івана Івановича Огієнка (Митрополита Іларіона) (1882—1972) — визначного вченого — історика, мовознавця і літературознавця, поета і прозаїка, редактора та видавця, політолога і теоретика канонічного права, громадсько-політичного і церковного діяча, перекладача Біблії українською мовою.
21 серпня 2010 року на святкуваннях, присвячених 20-річчю відновлення Брусилівського району, біля будівлі музею був відкритий перший в Україні пам'ятник Івану Івановичу Огієнку роботи скульптора Анатолія Бурдейного.
22 серпня 2014 року у Брусилівському історичному музеї імені Івана Огієнка була урочисто відкрита нова експозиція, яка складається з двох відділів — присвяченого життю та діяльності Івана Огієнка, та історії Брусилівського краю. Від того часу музей очолює Світлана Іванівна Карась.

## Експозиція
Експозиція музею розміщена у двох залах. Одна з них відображає основні етапи життя та громадської діяльності І. Огієнка. В експозиції представлені багаточисленні праці митрополита Іларіона з історії України, історії української церкви, історії української мови, які були видані в Канаді у 1950—1970 рр.; примірник лондонського видання Біблії 1962 року в перекладі митрополита Іларіона з дарчим написом дочці Лесі; фотографії І. Огієнка; родинна шафа — придане жінки Івана Огієнка; інтер'єр української хати Київської губернії початку ХХ ст., яка допомагає відтворити обстановку, в якій він жив.
У другій залі експозиції представлені матеріали, які розповідають про історію Брусилівського району і містечка Брусилів. В музеї експонуються колекція монет солідів (перша пол. XVI ст.), яка знайдена на території краю; примірник «Євангелія» 1753 р., інструменти та вироби брусилівських ремісників, предмети побуту; сільськогосподарські знаряддя праці, традиційний український чоловічий та жіночий одяг; фотографії, документи, книги відомих людей Брусилівщини.